# STS-118
La missió STS-118 va ser una missió a l'Estació Espacial Internacional que va dur a terme el Transbordador Espacial Endeavour. El transbordador es va enlairar el 8 d'agost de 2007 des de la rampa de llançament 39-A al Centre Espacial Kennedy, Florida. Aquesta missió va lliurar i instal·lar el segment S5 a la ISS conjunta amb la Plataforma Externa d'Emmagatzematge 3 (External Stowage Platform).
Aquesta missió marca el segon vol del projecte de la NASA, "Professor a l'Espai" (el primer començaria en la missió STS-51L, la qual va acabar amb la tragèdia del Transbordador Espacial Challenger). És actualment l'últim vol del mòdul SpaceHab i el primer vol del Transbordador Espacial Endeavour des de la STS-113 el novembre del 2002, l'últim reeixit vol abans de la Tragèdia del Columbia en la missió STS-107. En finalitzar la missió van quedar 12 vols pendents al Programa del Transbordador Espacial abans del seu terme el 2010, excloent 2 no confirmats, ja que són vols de contingència (STS-3xx).
Originalment assignat al Columbia, el vol va marcar la 29a missió a la ISS i la primera visita de l'Endeavour a aquesta.

## Tripulació
- Scott J. Kelly (2), Comandant
- Charles O. Hobaugh (2), Pilot
- Tracy Caldwell (1), especialista de missió
- Richard Mastracchio (2), especialista de missió
- Barbara Morgan (1), especialista de missió
- Dafydd Williams (2), especialista de missió, canadenc
- B. Alvin Drew (1), especialista de missió

 Entre parèntesis, el nombre de missions de l'astronauta, inclosa la STS-118

## Paràmetres de la Missió
- Massa:
  -  Orbitador a l'enlairar: 121.823 kg
  -  Orbitador a l'aterratge: 100.878 kg[1]
- Perigeu: 226 quilòmetres[2]
- Apogeu: 226 quilòmetres[2]
- Inclinació: 51,6º
- Període: 91,6 minuts

## La Missió

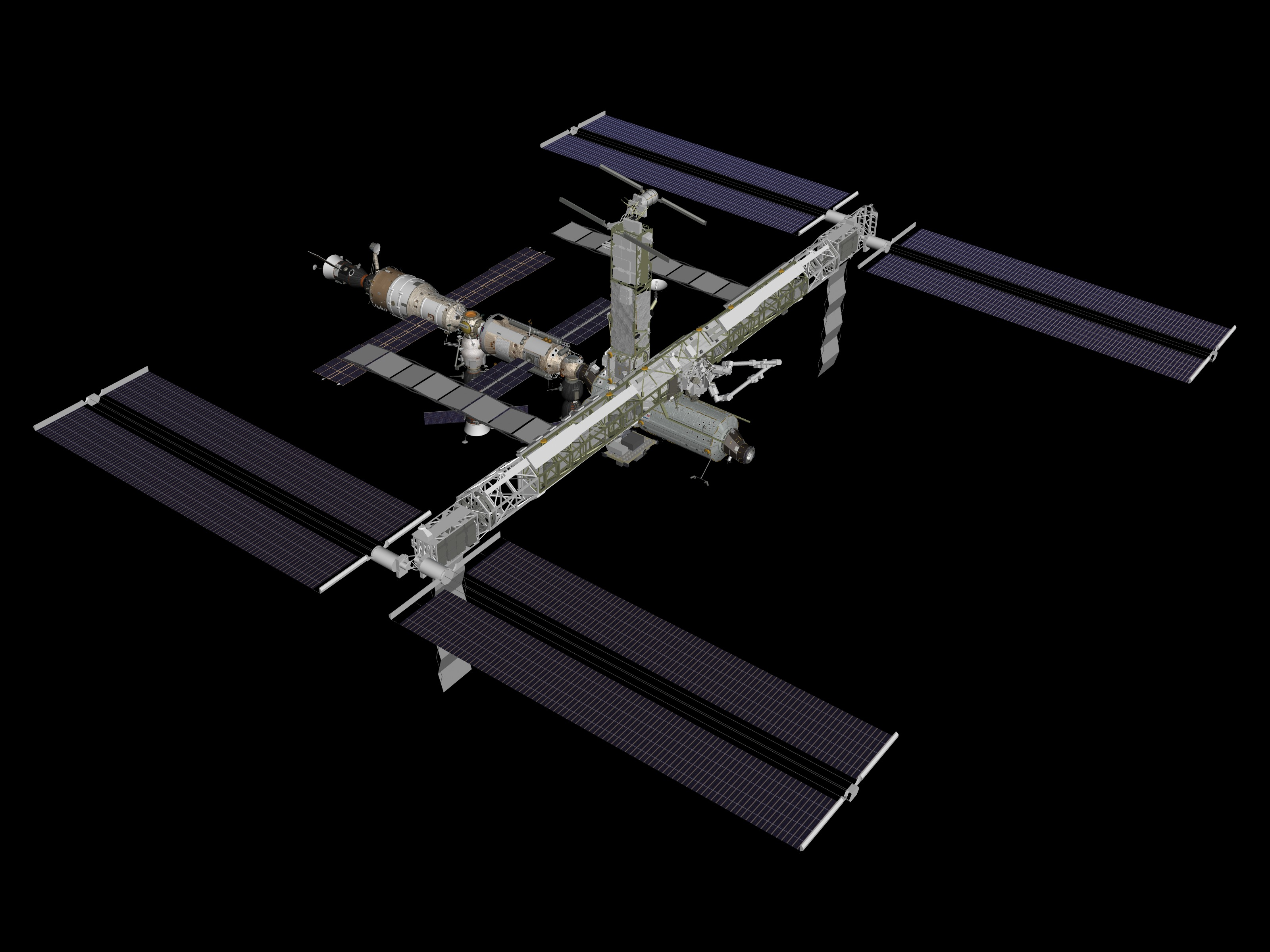
Animació generada per ordinador de la ISS després del vol STS-118/13A.1. (Agost de 2006/NASA)

Aquesta missió va lliurar el segment S5 a l'Estació Espacial. Aquest vol també va portar a l'especialista de missió Barbara Morgan, la qual va ser la primera professora en l'espai. Morgan va ser entrenada per ser el reemplaçament de Christa McAuliffe, candidata a professora en l'espai de la NASA a 1986, la qual va morir al Transbordador Espacial Challenger. Encara McAuliffe no era especialista de missió, si seria especialista de càrrega, Morgan accepto ingressar a astronauta (com la primera Professora en l'espai). Morgan va ser la primera professora en l'espai de la NASA, i compartirà el que aprengui de l'experiència als seus alumnes durant i després del vol.
Com a resultat de la reparació de l'Endeavour, el STS-118 va marcar el debut d'un actualitzat sistema de transferència d'energia, el Sistema de Transferència d'Energia Estació-Transbordador (SSPTS, per les sigles en anglès). El SSPTS permet al Endeavour controlar el subministrament d'energia des de la ISS, convertint fins a 9 kW d'energia elèctrica des dels 120VDC d'energia principal de l'estació als 28VDC utilitzats en el Transbordador. El SSPTS va ser instal·lat fora de l'Adaptador d'Acoblament Pressuritzat (PMA-2) durant la missió STS-116. Aquestes actualitzacions permetran al transbordador estar acoblat fins a 3-4 dies més en la ISS.

## Evolució de la Missió
L'Endeavour va enlairar-se el 8 d'agost a les 22:36:42 UTC, sense problemes. El dimarts 21 agost, 2007 l'Endeavour va aterrar sense problemes al Centre Espacial Kennedy, després de 13 dies a l'espai. Tots els objectius de la missió van ser acomplerts (Instal·lar la Plataforma d'Emmagatzematge Extern 3, el segment S5 i preparar els panells solars del segment S6 per a la posterior col·locació definitiva que anirà a càrrec de la missió STS-120). La seva següent missió va ser la STS-123, i que s'enlairà el 14 de febrer de 2008.

## STS-318
El STS-318 és el vol assignat per a l'operació de contingència el qual es llançaria si el Transbordador Espacial Atlantis es danyés en l'espai durant la missió STS-117. Aquesta seria una missió modificada per al STS-118, en el qual la data de llançament s'avançaria fins al 9 de juny. Es modificaria la tripulació a només 4 persones. No va ser necessari.